# アイキ
有限会社アイキは、かつて存在した日本のコンピュータゲーム制作会社である。2002年11月25日に設立され、2003年に解散した株式会社コンパイルの業務を引き継いだ。

## 概要
2002年に中島俊一（なかしま・しゅんいち）によって東京都世田谷区経堂に設立された。その後2003年に東京都立川市錦町に移転し松岡毅が社長を務め、さらに2004年に埼玉県所沢市くすのき台のマンションに本社を構え、かつてのコンパイル社長でもあった仁井谷正充が社長を務めていた。
コンパイルより『魔導物語』等を引き継いだほか、2003年より稼働した『ポチッとにゃ〜』を手掛けた。
2003年8月1日より「プロジェクトEGG」へ参入し、かつてコンパイルが発売していたレトロゲームの配信提供を開始。
2005年11月より、旧コンパイルから受け継いだゲームコンテンツ（『ぷよぷよ』シリーズを除く）の著作物が株式会社D4エンタープライズへ受け継がれ、『魔導物語』や『ポチッとにゃ〜』、「ぷよまん」、「コスプレ」といったかつてコンパイルおよびアイキが所有していた商標の多くはD4エンタープライズへと引き継がれている。
2006年に千葉地方裁判所より破産手続開始、2007年に破産廃止となっている。

## 代表製品
セガに売却された『ぷよぷよ』を除いた旧コンパイルの版権を継承。『ぷよぷよ』に登場したキャラクターの使用および使用した過去作品に関してはセガの許諾が必要となっている。ただし、コンパイル制作の『ぷよぷよ』のサポートは一部を除いて引き継いでいるため、PCのぷよぷよシリーズについては修正パッチを配布しているものもあった。

### ゲームソフト
ポチッとにゃ〜
パズルゲーム。元はコンパイルがタイトーとの業務提携でNAOMI基板で製作していたが、コンパイルの倒産に伴いアイキへ経営権と共に譲渡、その後も突如MVS基板への変更が発表されるなど、混迷を極めた。エイブルとビスコの移植協力の元にタイトーから発売されたアーケード版の後、PlayStation 2版がバンダイ（後のバンダイナムコエンターテインメント）から発売された。
ぐるロジチャンプ
パズルゲーム。アイキ製作は携帯アプリ版から。
ZANAC
シューティングゲーム。アイキ製作は携帯アプリ版から。
アレスタ
シューティングゲーム。アイキ製作は携帯アプリ版から。
魔導物語
ロールプレイングゲーム。アイキ製作でジー・モード配信によりi-modeでのみ配布していたが、2006年6月30日をもって終了した。
その他、セガからキャラクターの使用許諾の下、過去の『ぷよぷよ』以外の魔導物語系ゲームのダウンロード販売を後述する「あいきゲーム横丁」で行っていたが、業務を「コンパイルステーション」へ引き継いだ際に『ぷよぷよ』のキャラクターを使用したゲームの配信については全て終了した。

## 会報誌の未送付と対応状況
COMクラブ
会社の破産により会報誌の未発行分が生じた。破産手続きに関しては法的な公告や報告が行われたものの、購読者より前払いで購読料を徴収したが、2024年現在まで、アイキおよび同社の営業権を継続したD4エンタープライズ、仁井谷、いずれも経過説明を公式には行っていない。
なお、破産法上、手続き開始後に特定の債権者への個別対応は認められておらず、こうした対応が行われないのは通常の扱いとされている。

## その他
あいきゲーム横丁
コンパイルから発売されていた雑誌『ディスクステーション』に収録されていたゲームなどを、複数の外部サイトを通じてダウンロード販売していた。現在は『コンパイルステーション』内にて、「コンパイル伝説」の名称でダウンロード販売を行っている。